# The Cloudy Dreamer
The Cloudy Dreamer es el quinto miniálbum de la cantante japonesa OLIVIA, lanzado al mercado el día 17 de enero del año 2007 bajo el sello cutting edge.

## Detalles
Este es el primer álbum lanzado por OLIVIA en 3 años, desde el lanzamiento de su segundo álbum original de estudio The Lost Lolli. Prácticamente todo gracias a la exposición que recibió la música de OLIVIA al interior de la versión del anime del manga shojo Nana, este miniálbum debutó en su primera semana al interior del puesto n.º 15 en las listas de Oricon, vendiendo en su primera semana 11 000 copias aproximadamente, lo que lo convirtió automáticamente en su trabajo discográfico más exitoso en materia de álbumes -aunque este sea un mini álbum-.
Sus lanzamientos que marcaron su regreso a la música en el 2006 fueron temas utilizados al interior de Nana en su versión anime lanzados bajo el nombre OLIVIA inspi' REIRA (TRAPNEST) (inspirados en el personaje de Reira Serizawa al interior de la misma serie animada), y dos de esos temas están incluidos en este trabajo, "a little pain" y también "Wish", pero este último en una nueva versión completamente en inglés. Esta última nunca fue utilizada dentro de la serie de anime, sino que sólo la versión en japonés, presente en el sencillo de la canción. Por esta misma razón quizás este tema acredite al artista sólo como OLIVIA, quitando al inspi' REIRA.
Los únicos temas presentes en el miniálbum que fueron utilizados para promocionar -y que no estuvieron relacionados con Reira- fueron las canciones "Stars shining out" y "Dream Catcher". El primer tema fue el único utilizado para promocionar este álbum de forma más masiva, siendo el único para el cual fue grabado un video aparte de ser escogido como POWER PLAY del programa de televisión Music Fighter por el mes de enero, y el segundo fue utilizado como tema de apertura u opening del dorama Jigoku Shōjo (La Niña Infierno), serie de humanos inspirada en un anime.
Este álbum también es el primero de OLIVIA que es lanzado en dos formatos CD y CD+DVD, y es entendible ya que en el 2004 cuando su anterior álbum fue lanzado no existía esta tendencia en la industria musical japonesa delanzar los álbumes en formatos CD y también otra versión con material audiovisual en DVD. Ambos álbumes también poseen portadas ligeramente diferentes, y primeras ediciones de ambas versiones contenían algunos de los trabajos que OLIVIA realiza de forma paralela al canto, como es el dibujo. Las primeras ediciones de la versión de sólo CD incluyó un mini libro titulado OLIVIA's ART & PHOTO, y las primeras ediciones de la versión con DVD incluyeron un póster llamado OLIVIA's ART & PHOTO, ambos obras de su propio puño. El disco presente en ambas versiones del álbum contiene las mismas canciones en su mismo orden, y el DVD en la versión con éste bonus contiene el video musical del tema "Stars shining out", aparte de cinco canciones que fueron presentadas al interior del concierto que realizó OLIVIA el 25 de julio del 2006 en el Shibuya O-WEST que fue llamado OLIVIA LIVE 2006 “Tears & Rainbows”, aunque en el álbum no se le acredita con este nombre. En el live se incluyeron presentación de tres temas de la época The Lost Lolli, y "a little pain" junto con su b-side.

## Canciones

### CD
1. If you only knew
2. Stars shining out
3. Dream Catcher
4. Who's gonna stop it?
5. Cloudy World
6. Cut me free
7. Wish (English ver.)
8. a little pain

### DVD
1. Stars shining out music clip
-Live at Shibuya O-WEST 25th July 2006-
2. Alone in our Castle
3. let go
4. a little pain
5. SpidERSpins
6. Devil's in me

- Datos: Q1067501